# The Leftovers
The Leftovers je americká pop punková skupina Portlandu ze státu Maine, která vznikla v roce 2002. Skupina má čtyři členy: Kurt Baker (basová kytara, zpěv), Andrew Rice (kytara, zpěv), Matt Anderson (kytara, zpěv) a Adam Woronoff (bicí).
Skupina zatím vydala 4 studiová alba, 3 EP a 1 koncertní album.

## Historie
Skupina vznikla v roce 2002, kdy vydala svoje první EP Mitton Street Special. O dva roky později skupina vydala svoje první studiové album Stop Drop Rock N Roll. Následně vydala v roce 2006 svoje druhé album Party Tonight! a v roce 2007 své třetí album On the Move, které bylo nahráno ve spolupráci Butchem Vihem a Benem Weaselem. Na jeho podporu vyrazila na turné „On the Move MEGA tour“ společně s kapelami The Jetty Boys, Dopamines, The Menzingers a se zpěvákem Benem Weaselem.
Na jaře roku 2009 skupina vydala svoje 4. studiové album Eager To Please. Při příležitosti vydání nového alba jela skupina na turné se skupinami Bowling for Soup a Teen Idols, kde hráli jako předskupina.
Bubeník Adam Woronoff hrál v průběhu působení v kapele The Leftovers také v sestavě skupiny The Queers.

## Diskografie

### Studiová alba
- Stop Drop Rock N Roll (2004)
- Party Tonight! (2006)
- On The Move (2007)
- Eager To Please (2009)

### EP alba a koncertní album
- Mitton Street Special (2002)
- Steppin' On My Heart (2006)
- Single Series Volume 21 (2007)
- Insubordination Fest 2007 (2008, koncertní)